# Le Roulier
Le Roulier es una comuna francesa situada en el departamento de Vosgos, en la región de Gran Este.

## Demografía
| 153 | 140 | 124 | 152 | 173 | 163 | 202 |
| Para los censos de 1962 a 1999 la población legal corresponde a la población sin duplicidades (Fuente: INSEE [Consultar]) |     |     |     |     |     |     |